# FC Nordsjælland sæson 2017-18
FC Nordsjælland sæson 2017-18 er FC Nordsjællands 16. sæson i den bedste danske fodboldrække, den 16. i træk i Superligaen, og den 21. som fodboldklub. Udover Superligaen, deltog klubben i DBU Pokalen. Det er den anden sæson med cheftræner Kasper Hjulmand.

## Klub

### Førsteholdets trænerstab
| Jobbeskrivelse  | Navn            |
| --------------- | --------------- |
| Cheftræner      | Kasper Hjulmand |
| Assistenttræner | Søren Krogh     |

Sidst opdateret: 6. juni 2017.
Kilde: 

### Klubadministration
| Jobbeskrivelse | Navn              |
| -------------- | ----------------- |
| Sportsdirektør | Carsten V. Jensen |

Sidst opdateret: 6. juni 2017.
Kilde: 

## Spillere

### Førstehold
Oversigten er opdateret til og med 6. juni 2017
| Nr. | Land     | Position | Spiller                                    |
| --- | -------- | -------- | ------------------------------------------ |
| 1   | Sverige  | MM       | Patrik Carlgren                            |
| 2   | Kroatien | FO       | Karlo Bartolec                             |
| 3   | Danmark  | FO       | Pascal Gregor (indtil 1. januar 2018)      |
| 4   | Danmark  | FO       | Andreas Maxsø (Viceanfører)                |
| 5   | Danmark  | FO       | Mads Pedersen                              |
| 6   | Danmark  | MI       | Lasse Petry                                |
| 8   | Danmark  | FO       | Patrick Mtiliga (indtil 1. januar 2018)    |
| 9   | Danmark  | AN       | Tobias Mikkelsen                           |
| 10  | Danmark  | MI       | Emiliano Marcondes (indtil 1. januar 2018) |
| 11  | Norge    | MI       | Mohammed Fellah                            |
| 12  | Ghana    | AN       | Ernest Asante                              |
| 14  | Norge    | MI       | Mathias Rasmussen                          |
| 16  | Island   | MM       | Rúnar Rúnarsson                            |

| Nr. | Land    | Position | Spiller                                     |
| --- | ------- | -------- | ------------------------------------------- |
| 17  | Danmark | FO       | Andreas Skovgaard                           |
| 20  | Danmark | FO       | Patrick da Silva                            |
| 21  | Holland | MM       | Indy Groothuizen (på leje fra Ajax)         |
| 23  | Danmark | MI       | Mathias Jensen                              |
| 28  | Danmark | MM       | Peter Vindahl Jensen                        |
| 29  | Danmark | FO       | Benjamin Lund                               |
| 31  | Ghana   | AN       | Godsway Donyoh                              |
| 32  | Danmark | FO       | Viktor Tranberg                             |
| 33  | Ghana   | MI       | Collins Tanor (på leje fra Manchester City) |
| 34  | Danmark | AN       | Martin Frese                                |
| 35  | Danmark | AN       | Jakob Johansson                             |
| 36  | Danmark | MI       | Victor Nelsson                              |

### Ind
| Nr. | Pos | Spiller                 | Skiftet fra     | Type     | Dato           | Beløb | Kilde       |
| --- | --- | ----------------------- | --------------- | -------- | -------------- | ----- | ----------- |
| 35  | MI  | Martin Frese            | Ungdomsafdeling |          | 2. juni 2017   |       | [ 3 ] [ 4 ] |
| 34  | AN  | Jakob Johansson         | Ungdomsafdeling |          | 6. juni 2017   |       | [ 4 ] [ 5 ] |
| 30  | FO  | Abdul Mumin             | Ungdomsafdeling |          |                |       | [ 4 ]       |
|     | FO  | Emil Damgaard           | Ungdomsafdeling |          | 6. juli 2017   |       | [ 4 ] [ 6 ] |
|     | FO  | Ulrik Yttergård Jenssen | Tromsø IL       | Transfer | 1. januar 2018 |       | [ 7 ]       |

Sidst opdateret: 9. juni 2017
Kilde: http://fcn.dk/

#### Ud
| No. | Pos | Spiller            | Skiftet til  | Type          | Dato           | Beløb                | Kilde  |
| --- | --- | ------------------ | ------------ | ------------- | -------------- | -------------------- | ------ |
| 19  | AN  | Marcus Ingvartsen  | KRC Genk     | Transfer      | 12. juli 2017  | 37 millioner DKr     | [ 8 ]  |
| 24  | MI  | Christian Køhler   | FC Helsingør | Transfer      | 14. juli 2017  |                      | [ 9 ]  |
| 7   | MI  | Stanislav Lobotka  | Celta Vigo   | Transfer      | 15. juli 2017  | Ca. 40 millioner DKr | [ 10 ] |
| 10  | MI  | Emiliano Marcondes | Brentford    | Kontraktudløb | 1. januar 2018 | Fri transfer         | [ 11 ] |
| 3   | FO  | Pascal Gregor      | FC Helsingør | Kontraktudløb | 1. januar 2018 | Fri transfer         | [ 12 ] |
| 8   | FO  | Patrick Mtiliga    |              | Karrierestop  | 1. januar 2018 |                      |        |

Sidst opdateret: 13. december 2017
Kilde: http://fcn.dk/

## Turneringer

### Superligaen

#### Grundspil
| Pos | Hold            | K  | V  | U  | T | M+ | M- | MF  | P  | Kvalifikation eller nedrykning |
| --- | --------------- | -- | -- | -- | - | -- | -- | --- | -- | ------------------------------ |
| 1   | Brøndby         | 26 | 18 | 6  | 2 | 58 | 24 | +34 | 60 | Mesterskabsslutspil            |
| 2   | FC Midtjylland  | 26 | 19 | 3  | 4 | 60 | 29 | +31 | 60 | Mesterskabsslutspil            |
| 3   | FC Nordsjælland | 26 | 15 | 5  | 6 | 62 | 41 | +21 | 50 | Mesterskabsslutspil            |
| 4   | FC København    | 26 | 13 | 5  | 8 | 50 | 33 | +17 | 44 | Mesterskabsslutspil            |
| 5   | AaB             | 26 | 8  | 12 | 6 | 28 | 27 | +1  | 36 | Mesterskabsslutspil            |

#### Resultatoverblik
| Samlet | Samlet | Samlet | Samlet | Samlet | Samlet | Samlet | Samlet | Hjemme | Hjemme | Hjemme | Hjemme | Hjemme | Hjemme | Ude | Ude | Ude | Ude | Ude | Ude |
| K      | V      | U      | T      | MF     | MI     | MD     | P      | V      | U      | T      | MF     | MI     | MD     | V   | U   | T   | MF  | MI  | MD  |
| ------ | ------ | ------ | ------ | ------ | ------ | ------ | ------ | ------ | ------ | ------ | ------ | ------ | ------ | --- | --- | --- | --- | --- | --- |
| 19     | 12     | 3      | 4      | 51     | 34     | +17    | 39     | 7      | 2      | 1      | 27     | 14     | +13    | 5   | 1   | 3   | 24  | 20  | +4  |

Sidst opdateret: 2. januar 2018.

Kilde: Kampe

#### Resultater efter hver runder
| Runde    | 1 | 2 | 3 | 4 | 5 | 6 | 7 | 8 | 9 | 10 | 11 | 12 | 13 | 14 | 15 | 16 | 17 | 18 | 19 | 20 | 21 | 22 | 23 | 24 | 25 | 26 |
| -------- | - | - | - | - | - | - | - | - | - | -- | -- | -- | -- | -- | -- | -- | -- | -- | -- | -- | -- | -- | -- | -- | -- | -- |
| Stadion  | U | H |   | U | U |   | H |   |   |    |    |    |    |    | H  | U  |    |    |    |    |    |    |    |    |    |    |
| Resultat | V | V |   |   |   |   |   |   |   |    |    |    |    |    |    |    |    |    |    |    |    |    |    |    |    |    |

Sidst opdateret: 12. juni 2017.
Kilde: Superligaen 2017-18

Stadion: U = Udebane; H = Hjemmebane. 
Resultat: U = Uafgjort; N = Nederlag; V - Vundet; Ud = Udsat.

#### Kampe
FC Nordsjællands kampe i sæsonen 2017-18.
      Sejr       Uafgjort       Nederlag
| 17. juli 2017 1. Runde | OB           | 1 - 2   | FC Nordsjælland           | Odense                                                     |
| 19:00                  | Jacobsen 55' | Rapport | 22' Asante · 67' Bartolec | Stadion: Odense Stadion Tilskuere: 6.993 Dommer: Jens Maae |

| 23. juli 2017 2. Runde | FC Nordsjælland                             | 3 - 2   | Brøndby IF                                                     | Farum                                                                  |
| 16:00                  | Donyoh 50', 52' · da Silva 82' · Asante 86' | Rapport | 45' Pukki · 61' Vigen Christensen · 62' Nørgaard · 83' Kliment | Stadion: Right to Dream Park Tilskuere: 5.115 Dommer: Peter Kjærsgaard |

| 30. juli 2017 3. Runde | FC Nordsjælland                                       | 3 - 2   | AaB                             | Farum                                                                    |
| 16:00                  | Jensen 36' · Asante 54' · Marcondes 73' · Mtiliga 87' | Rapport | 25' Flores · 70' (sm.) Tranberg | Stadion: Right to Dream Park Tilskuere: 2.309 Dommer: Peter Munch Larsen |

| 6. august 2017 4. Runde | Lyngby BK                                       | 1 - 4   | FC Nordsjælland                                                       | Kongens Lyngby                                                              |
| 12:00                   | Jónasson 9' · Lund 50' · Lumb 77' · Nelsson 85' | Rapport | 16', 88' (straffe) Asante · 59' Marcondes · 63' Pedersen · 68' Jensen | Stadion: Lyngby Stadion Tilskuere: 2.255 Dommer: Jørgen Daugbjerg Burchardt |

| 13. august 2017 5. Runde | FC Midtjylland                                                  | 4 - 3   | FC Nordsjælland                                                                             | Herning                                                      |
| 13:00                    | Korcsmár 1' · Nissen 20' · Drachmann 30' · Onuachu 45' (53) 76' | Rapport | 46' Mtiliga} · 55' Nelsson} · 59' Skovgaard} · 66' (80) Donyoh · 77' Pedersen} · 90' Jensen | Stadion: MCH Arena Tilskuere: 5.628 Dommer: Michael Johansen |

| 27. august 2017 7. Runde | FC Nordsjælland                                                                      | 3 - 0   | F.C. København                   | Farum                                                                  |
| 18:00                    | Donyoh 27' · Marcondes 36' · Pedersen 40' · Andersen 66' · Tranberg 81' · Asante 83' | Rapport | Sotiriou 69' Verbic 81' Falk 81' | Stadion: Right to Dream Park Tilskuere: 7.142 Dommer: Michael Tykgaard |

| 22. september 2017 10. Runde | FC Nordsjælland                                                                     | 2 - 2   | SønderjyskE                                                                                     | Farum                                                                |
| 18:00                        | Asante 5' · Bartolec 12' · da Silva 49' · Aaquist 55' · Mtiliga 65' · Runarsson 87' | Rapport | 51' Rømer · 60' Rodrigues · 63' Zinckernagel · 78' (sm.) Runarsson 90' Gartenmann · 90' Luijckx | Stadion: Right to Dream Park Tilskuere: 2.187 Dommer: Anders Poulsen |

| 5. november 2017 15. Runde | FC Nordsjælland                                            | 2 - 2   | Lyngby BK                                         | Farum                                                                  |
| 16:00                      | Marcondes 48' · Lumb 55' (OG) · Mtiliga 59' · Bartolec 70' | Rapport | 8' Brandrup · 70' Rygaard · 89' Boysen · 90' Lumb | Stadion: Right to Dream Park Tilskuere: 3.080 Dommer: Michael Johansen |

| 19. november 2017 16. Runde | Brøndby IF                                                    | 4 - 2   | FC Nordsjælland                                     | Brøndby                                                         |
| 18:00                       | Pukki 12', 48', 61' · Kliment 70' · Mukhtar 73' · Kliment 76' | Rapport | 39' Pedersen · 76' (str.) Marcondes · 81' Rasmussen | Stadion: Brøndby Stadion Tilskuere: 13.243 Dommer: Sandi Putros |

| 22. Runde | AaB |  | FC Nordsjælland | Aalborg                        |
|           |     |  |                 | Stadion: Aalborg Portland Park |

| 22. april 2018 31. runde | FC Nordsjælland                                  | 3 - 4   | Brøndby IF                                            | Farum                                                     |
| 20:00                    | Jensen 34' 75' · "Mini" Pedersen 52' · Petry 84' | Rapport | 19' Pukki · 24' Fisker · 45' Mensah · 77' Hermannsson | Stadion: Farum Park Tilskuere: 8.893 Dommer: Sandi Putros |

| 29. april 2018 32. runde | Brøndby IF                                       | 3 - 1   | FC Nordsjælland | Brøndby                                                             |
| 18:00                    | Wilczek 20', 61' · Fisker 63' · Pukki 68' (str.) | Rapport | 16' Amos        | Stadion: Brøndby Stadion Tilskuere: 19.527 Dommer: Michael Tykgaard |

### DBU Pokalen
Sejr       Uafgjort       Nederlag
| 27. september 2017 Tredje runde | Vejgaard | 0 - 4   | FC Nordsjælland                                         |                                          |
| 16:15                           |          | Rapport | Skov Olsen 10' · Rasmussen 13', 59' · Fellah 65' (str.) | Tilskuere: 1.005 Dommer: Dennis Mogensen |

| 1. november 2017 Fjerde runde              | Hobro        | 1 - 1 (e.f.s.) (4 - 3 s)                  | FC Nordsjælland |                                                     |
| 19:00                                      | Grønning 13' | Rapport                                   | Marcondes 49'   | Tilskuere: 1.013 Dommer: Jørgen Daugbjerg Burchardt |
|                                            |              | Straffespark                              |                 |                                                     |
| Olsen Hammershøy-Mistrati Antipas Grønning |              | Marcondes Mikkelsen Petry Bartolec Jensen |                 |                                                     |

### Træningskampe
Sejr       Uafgjort       Nederlag
| 23. juni 2017 | FC Helsingør     | 1 - 1   | FC Nordsjælland      | Helsingør                  |
| 14:30         | Basse 2. halveg' | Rapport | 3. halvleg' Tranberg | Stadion: Helsingør Stadion |

| 28. juni 2017 | FC Nordsjælland | 0 - 0   | Nykøbing FC | Farum           |
| 13:00         |                 | Rapport |             | Stadion: Bane 6 |

| 4. juli 2017 | FC Twente        | 1 - 1   | FC Nordsjælland   | Holland |
|              | Dylan George 13' | Rapport | 49' Collins Tanor |         |

| 8. juli 2017 | Heerenveen                                      | 3 - 2   | FC Nordsjælland                          | Holland |
|              | Michel Vlap 40' · X X' · Henk Veerman X' (str.) | Rapport | Mathias Jensen 8' · Tobias Mikkelsen 80' |         |

| 11. juli 2017 | FC Nordsjælland | 0 - 0 | FC Bridges | Farum                        |
|               |                 |       |            | Stadion: Right to Dream Park |

## Statistik

### Topscorer
| Rnk | Pos | Nr. | Spiller        | Superligaen | DBU Pokalen | Total |
| --- | --- | --- | -------------- | ----------- | ----------- | ----- |
| 1   | FO  | 2   | Karlo Bartolec | 1           | 0           | 1     |
| 1   | AN  | 12  | Erneste Asante | 1           | 0           | 1     |

### Assist
| Rnk | Pos | Nr. | Spiller        | Superligaen | DBU Pokalen | Total |
| --- | --- | --- | -------------- | ----------- | ----------- | ----- |
| 1   | MI  | 23  | Mathias Jensen | 1           | 0           | 1     |

### Kort
| Rnk | Pos | Nr. | Spiller | Superligaen | Superligaen | DBU Pokalen | DBU Pokalen | Total     | Total     |
| Rnk | Pos | Nr. | Spiller | Gult kort   | Rødt kort   | Gult kort   | Rødt kort   | Gult kort | Rødt kort |
| --- | --- | --- | ------- | ----------- | ----------- | ----------- | ----------- | --------- | --------- |
| 1   |     |     |         |             |             |             |             |           |           |